# Cultura LGBT en Argentina
La cultura LGBT+ en Argentina comprende las diferentes manifestaciones artísticas y de ocio existentes en el país cuyo enfoque es la diversidad sexual o incluye la participación de personas con sexualidades y géneros no tradicionales.

## Archivos

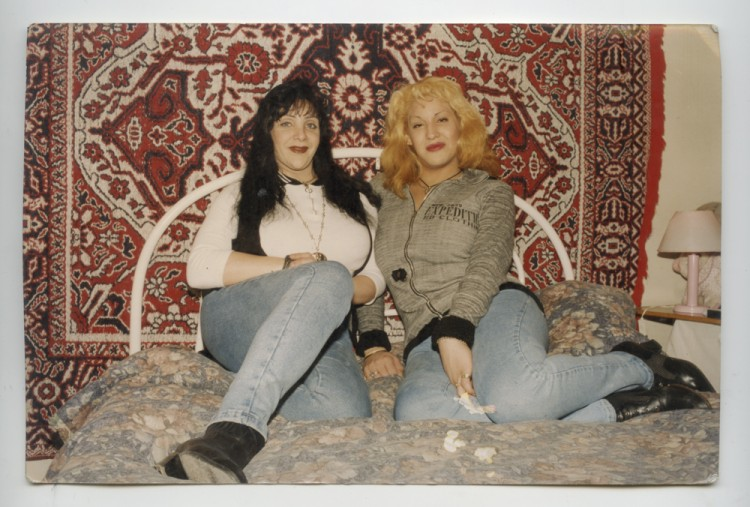
Claudia Pía Baudracco (izquierda) y María Belén Correa (derecha) en 1993. Imagen del Archivo de la Memoria Trans.

En 2011 se creó el blog Potencia Tortillera, el primer archivo documental digitalizado de activismos lésbicos. Tras la muerte de la también activista Claudia Pía Baudracco, María Belén Correa creó el Archivo de la Memoria Trans en 2012, que originalmente comenzó como un grupo de Facebook. Es un proyecto colectivo único en el mundo, dedicado a recopilar y recuperar el patrimonio cultural de la comunidad trans argentina. Correa definió el proyecto como: "la reconstrucción de las memorias, experiencias y pasado [de las personas trans], contando con los sobrevivientes que están en el exilio y los pocos que quedan viviendo en Argentina". El archivo comenzó a profesionalizarse luego de la incorporación de la fotógrafa Cecilia Estalles, quien impulsó a Correa a digitalizar las imágenes.

## Artes visuales
La activista lesbiana Ilse Fuskova incursionó en la fotografía a principios de la década de 1980 bajo la influencia y amistad de los fotógrafos Grete Stern y Horacio Coppola. Su serie fotográfica S/T de 1988, realizada junto a Adriana Carrasco, Vanessa Ragone y Marisa Ramos, trata sobre el deseo lésbico y muestra a una pareja de mujeres pintándose el cuerpo con sangre menstrual. Fuskova y su grupo pretendían acabar con el uso de lesbianas como objetos sexuales para la masturbación masculina.
En 2015 fue presentado el primer número de Balam, revista enfocada en la fotografía literalmente con especial énfasis en artistas queer y su contexto regional.

## Cine
En 1946 el célebre bailarín español Miguel de Molina, torturado y expulsado de España por el franquismo, debido a la exhibición pública de su homosexualidad y su adhesión a la causa republicana, le escribió una carta a Eva Perón solicitándole asilo, quien de inmediato le abrió las puertas del país, razón por la cual fue un eterno agradecido al peronismo. De Molina, que había sido expulsado por homosexual de España y por la misma razón censurado en México, filmó en Argentina su película Esta es mi vida (1952). Eva Perón fue también amiga personal de Paco Jamandreu, un conocido diseñador de moda y actor argentino que se declaraba públicamente homosexual, en una época en la que hacerlo era considerado pecado mortal y conllevaba serios riesgos de discriminación y acoso homofóbico. La figura paradigmática de Eva Perón ha sido motivo de fascinación para los artistas LGBT+ argentinos.
A mediados de la década de 1950 se inició la relación sexo-amorosa mantenida en secreto entre los cineastas Fernando Ayala y Héctor Olivera, quienes fundaron en 1956 la productora Aries Cinematográfica Argentina y realizaron gran cantidad de películas con temáticas o escenas LGBT+. Entre ellas se encuentran El jefe (1958), en el que una patota de varones le pinta forzadamente senos a otro hombre, por no tener sus mismos códigos de virilidad; Huis Clos (A puerta cerrada) (1962), que protagoniza una mujer lesbiana cuyo deseo no se detiene ni con la muerte y que por su temática se volvió una película maldita. En 1963 realizan Primero yo, cuyo título alternativo fue Machito, sobre un hijo que desea ser bailarín y debe enfrentar la oposición de su padre, donde retrata la comunidad LGBT+ relacionada con las artes y la danza de Buenos Aires, «sin caricatura, sin burla, por primera vez en el cine argentino».
En 1963, la artista transexual francesa Coccinelle generó revuelo en los medios cuando actuó en Buenos Aires y tuvo un papel secundario en la película Los viciosos de Enrique Carreras.
Las películas de sexploitation realizadas por el director Armando Bó y la actriz Isabel Sarli en las décadas de 1960 y 1970 son celebradas por la comunidad gay por su calidad camp. Su película Fuego de 1969 presenta una de las primeras representaciones del lesbianismo en el cine argentino. Además de ser un icono pop y un símbolo sexual, Sarli es reconocida como un ícono gay. El director estadounidense John Waters se ha declarado un gran admirador de las películas de Sarli, incluidas Fuego y Carne, y las ha citado como una influencia en su trabajo.
En 1975 se realizó la película Mi novia el travesti, dirigida por Enrique Cahen Salaberry y protagonizada por Alberto Olmedo, que sufrió la censura al ser reemplazado el actor trans Jorge Pérez Evelyn por Susana Giménez, modificado el título por Mi novia el..., y eliminando el final LGBT+ original por otro heterosexual, con el argumento oficial de que "en la Argentina no existe el travestismo”. La película formaba parte de un género de la picaresca argentina surgido en esos años y promovido por la pareja romántica-artística de Ayala y Olivera, que incluía gran cantidad de personajes LGBT+, «y si bien se pueden juzgar muchas de ellas con una dimensión ofensiva, hay ciertas desviaciones valiosas».
Luego del largo período de dictaduras y a partir del inicio de consolidación de la democracia en diciembre de 1983, las comunidades LGBT+ se organizaron y salieron abiertamente a reclamar sus derechos. Dos películas de amplia difusión expresaron el amor gay desde un punto de vista LGBT+, por primera vez en el cine argentino: Adiós Roberto (1985) de Enrique Dawi y Otra historia de amor (1986), de Américo Ortiz de Zárate.
En 1991, Fernando Ayala estrenó su última película Dios los cría, considerada como «una suerte de testamento queer», cuyo protagonista es un hombre homosexual que frecuenta una disco LGBT+. Hasta entonces el cine argentino solo había mostrado personas homosexuales sin vida social, pero en esta obra Ayala y Olivera «crearon un sentido de comunidad LGBTIQ como nunca antes se había visto».
En 2005 se lanzó la película Un año sin amor, sobre la novela del mismo nombre de Pablo Pérez, primera novela y película sobre la sexualidad BDSM en la Argentina, abordada desde la experiencia homosexual, así como sobre la problemática del SIDA, con dirección de Anahí Berneri y protagonizada por Juan Minujín.

## Literatura

### SigloXIX

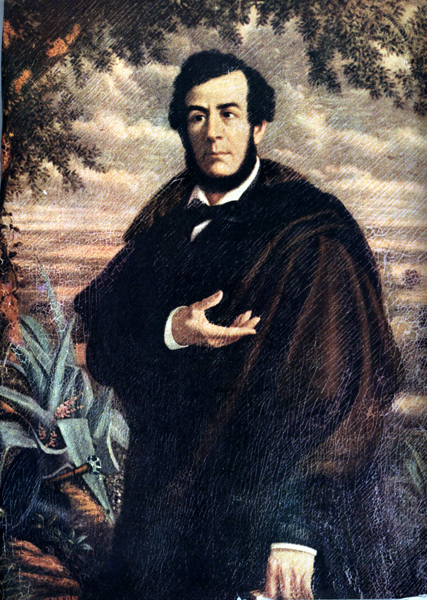
Retrato de Esteban Echeverría, autor de «El matadero» (1838)

Uno de los textos fundacionales de la literatura argentina, el relato «El matadero» (1838), fue también la primera obra literaria argentina en que se referencia un acto homosexual. En el cuento, Esteban Echeverría muestra a los partidarios federales como hombres sumidos en la barbarie y la violencia que capturan a un joven apuesto perteneciente al Partido Unitario, lo amarran y se preparan a violarlo. Sin embargo, el joven unitario prefiere degollarse antes que permitir la transgresión a la hombría que habría significado el ser violado. Otra obra fundacional con referencias a la diversidad sexual es La novia del hereje o La inquisición de Lima (1846), novela de Vicente Fidel López donde describe el mundo de los «maricones», hombres afeminados y coquetos que se desempeñaban como ayudantes de las mujeres de la alta sociedad y que son descritos de la siguiente manera:

Cantaba con ellas también un individuo que a los accidentes del trajo masculino reunía circunstancias especialísimas del sexo femenino. Era una especie de término medio indefinible entre la mujer, el muchacho y el hombre, imposible de caracterizar con propiedad. Lo que más sorprendía era que en aquella reunión había otros quince o veinte individuos de este mismo género, que hacían al parecer el papel de mujeres o de apéndice de mujeres por lo menos; siendo probable que esto hubiese dado margen a que se les diese el nombre expresivo de maricones, con que desde entonces eran ya conocidos en Lima los de esta ralea.

Las últimas décadas del siglo XIX vieron la aparición de una ola de novelas naturalistas que posicionaban la idea de que la depravación y la criminalidad estaban intrínsecamente relacionadas con las clases sociales bajas. Uno de los autores que abordó el tema fue Eugenio Cambaceres, entre cuyas obras destaca la novela En la sangre (1987), donde narra la vida de Genaro Piazza, un inmigrante italiano que de niño frecuentaba el Paseo de Julio para jugar con otros niños «a los hombres y las mujeres», juego en que los muchachos grandes tomaban el papel de hombres y los pequeños el de mujeres, para luego revolcarse el suelo siguiendo el «ejemplo de sus padres».

### SigloXX
En 1914 se estrenó la primera obra cuya temática central fue la homosexualidad, Los invertidos, del autor anarquista José González Castillo, en la que considera a la homosexualidad como una aberración "burguesa" y propone el suicidio como la mejor manera de librarse de los homosexuales.

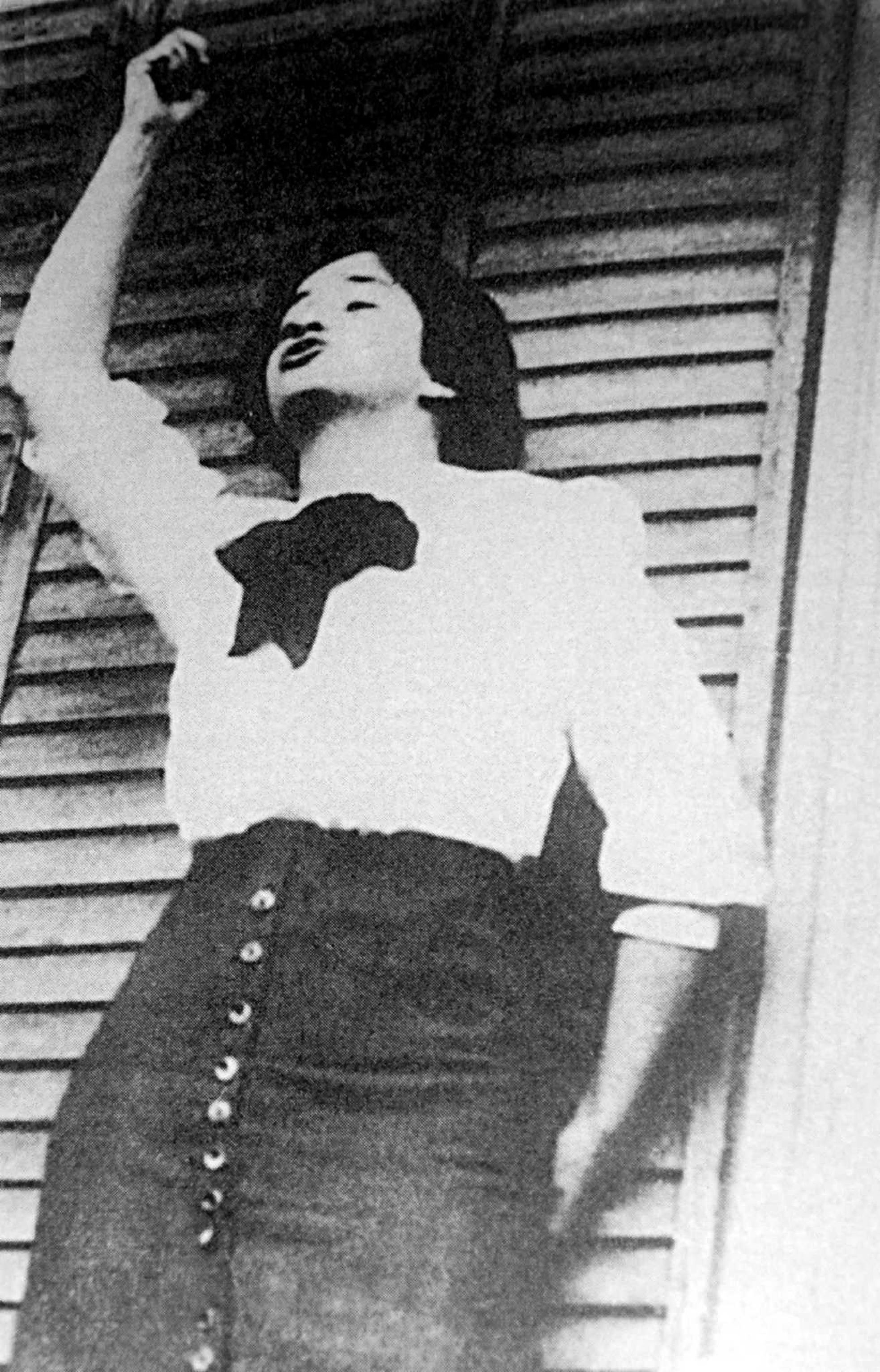
Salvadora Medina en 1915.

De la primera mitad del siglo XX también se pueden mencionar a autores como la escritora bisexual Salvadora Medina Onrubia, quien en 1926 publicó el relato «El quinto», donde la autora describe con detalle el deseo sensual de la protagonista por otra mujer; o el escritor polaco radicado en Buenos Aires Witold Gombrowicz, quien en su novela Trans-Atlántico introduce al personaje de Gonzalo Andes, alias "el Puto", que quiere seducir a un joven militar de clase alta, ante la desesperación del Padre, símbolo ridiculizado del patriotismo y machismo.
En 1949 Jorge Luis Borges publicó "El muerto", un relato sobre dos hombres que comparten sexualmente a una mujer, en el que la crítica literaria ha señalado el desborde de la heterosexualidad tradicional, para ingresar en el campo de las relaciones homosexuales, pese al "código machista" aparente con el que está recubierto. Herbert Brant ha encontrado en otros cuentos de Borges, como "La forma de la espada" (1942) y "La intrusa" (1970), la presencia de una literatura homoerótica encubierta y culposa.
En 1956, los escritores Abelardo Arias y Renato Pellegrini, fundaron Ediciones Tirso, con el fin de traducir y publicación novelas europeas y norteamericanas de contenido explícitamente homoerótico. La editorial tuvo problemas con la censura estatal y el escritor Héctor Murena llegó a denunciarla en 1959, desde la célebre Revista Sur, por ser una “editorial especializada en sodomía” que era parte de un proceso mayor de “homosexualización de la sociedad” que, según él, afectaba a la cultura occidental. Describiendo la situación en Argentina, Murena sostenía en aquel entonces que aunque “...en el plano mental se continúa rechazando la homosexualidad, en el profundo nivel instintivo se la acepta, se la celebra incluso”. En 1957, esa editorial publicó la primera novela de Renato Pellegrini, Siranger, relato autobiográfico sobre las persecuciones y discriminaciones que sufrió en su adolescencia, como homosexual y migrante interno, donde por vez primera en la literatura argentina se trata centralmente el tema de la homosexualidad de manera franca, aunque aún con un tono de culpa.

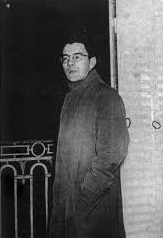
Carlos Correas en 1959.

El cambio de paradigma en cuanto a la representación de la homosexualidad en la literatura inició en 1959 con la publicación del relato «La narración de la historia», de Carlos Correas, primera obra argentina en que la homosexualidad se mostró de forma natural y no como algo pernicioso. En el cuento, un muchacho homosexual universitario llamado Ernesto tiene un encuentro sexual con un joven proletario al que conoce en la estación de trenes de Constitución. La publicación del cuento produjo escándalo y llevó a un proceso judicial en su contra por inmoralidad y pornografía. También en 1959, la escritora Silvina Ocampo publicó el cuento «Carta perdida en un cajón», como parte del libro La furia, que narra la pasión de la protagonista por una mujer llamada Alba Cristián.
Otro hito en la literatura LGBT argentina tuvo lugar en 1964, cuando Ediciones Tirso publicó la obra Asfalto del escritor Renato Pellegrini, considerada la primera novela LGBT argentina. La trama de esta obra sigue la historia de un joven homosexual de 17 años que se muda a Buenos Aires y que poco a poco descubre la subcultura gay de la ciudad. Debido a la temática de la novela, Pellegrini fue condenado a cuatro meses de prisión por el delito de obscenidad. Recién en 2004 la novela fue reeditada. Destacando la importancia de Asfalto, el crítico estadounidense Herbert Brant sostiene que:

Si bien a menudo se cita El beso de la mujer araña de Manuel Puig (1976) como la primera novela argentina que abiertamente se refiere a condiciones de homosexualidad sin caer en la tradicional actitud de condena moralizante, Asfalto de Pellegrini, que antecede a la novela de Puig en doce años, es mucho más revolucionaria en términos tanto de contenido como de actitud.
Herbert J. Brant

En esta época fue escrita también la novela La brasa en la mano, de Oscar Hermes Villordo, aunque solo fue posible publicarla dos décadas después. Villordo describe en detalle, en tono autobiográfico, el deambular sexual de un hombre gay en aquel tiempo, despreciado por su propia familia, que se relaciona con taxi boys, marineros y soldados para mantener relaciones sexuales. Héctor Lastra publicó además en 1973 su novela La boca de la ballena, que relata la historia de un joven de clase alta que se enamora y fantasea con un villero peronista, pero no tiene el valor suficiente para hacer realidad sus fantasías homosexuales y termina haciéndose violar por un vagabundo.

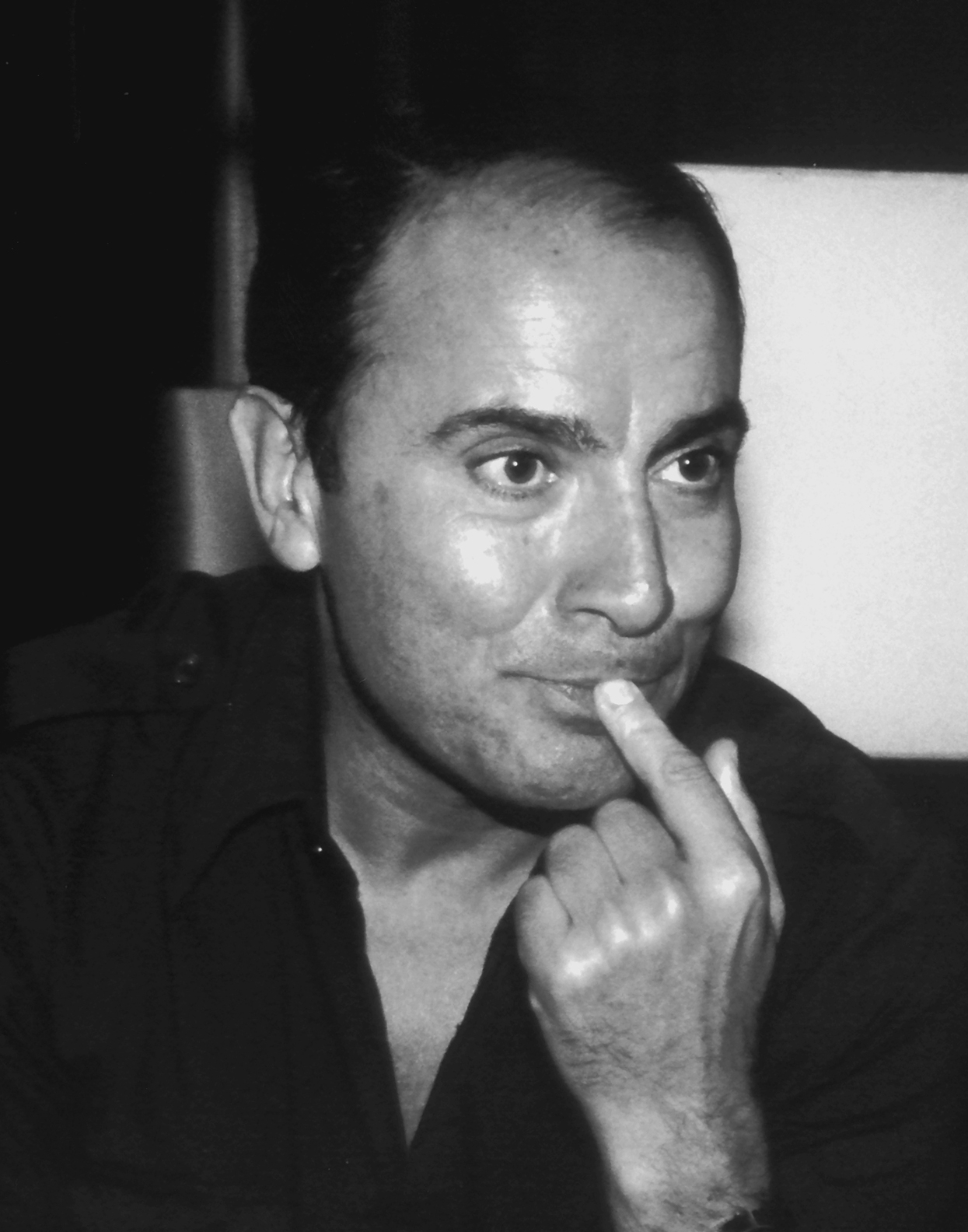
Manuel Puig, autor de la novela El beso de la mujer araña (1976).

Manuel Puig es una figura fundacional de la literatura gay y del homoerotismo argentino de la segunda mitad del siglo XX, especialmente a través de sus novelas La traición de Rita Hayworth (1968), The Buenos Aires affair (1973) y en particular con El beso de la mujer araña (1976), considerada una de las obras LGBT más reconocidas de Latinoamérica y una de las mejores obras en español del siglo XX. La obra transcurre en 1975 y sigue la historia de dos hombres que comparten celda en una prisión de Buenos Aires: Valentín, un militante revolucionario de izquierda, y Molina, un hombre homosexual fanático de las películas clásicas de Hollywood, quienes posteriormente tienen un romance.

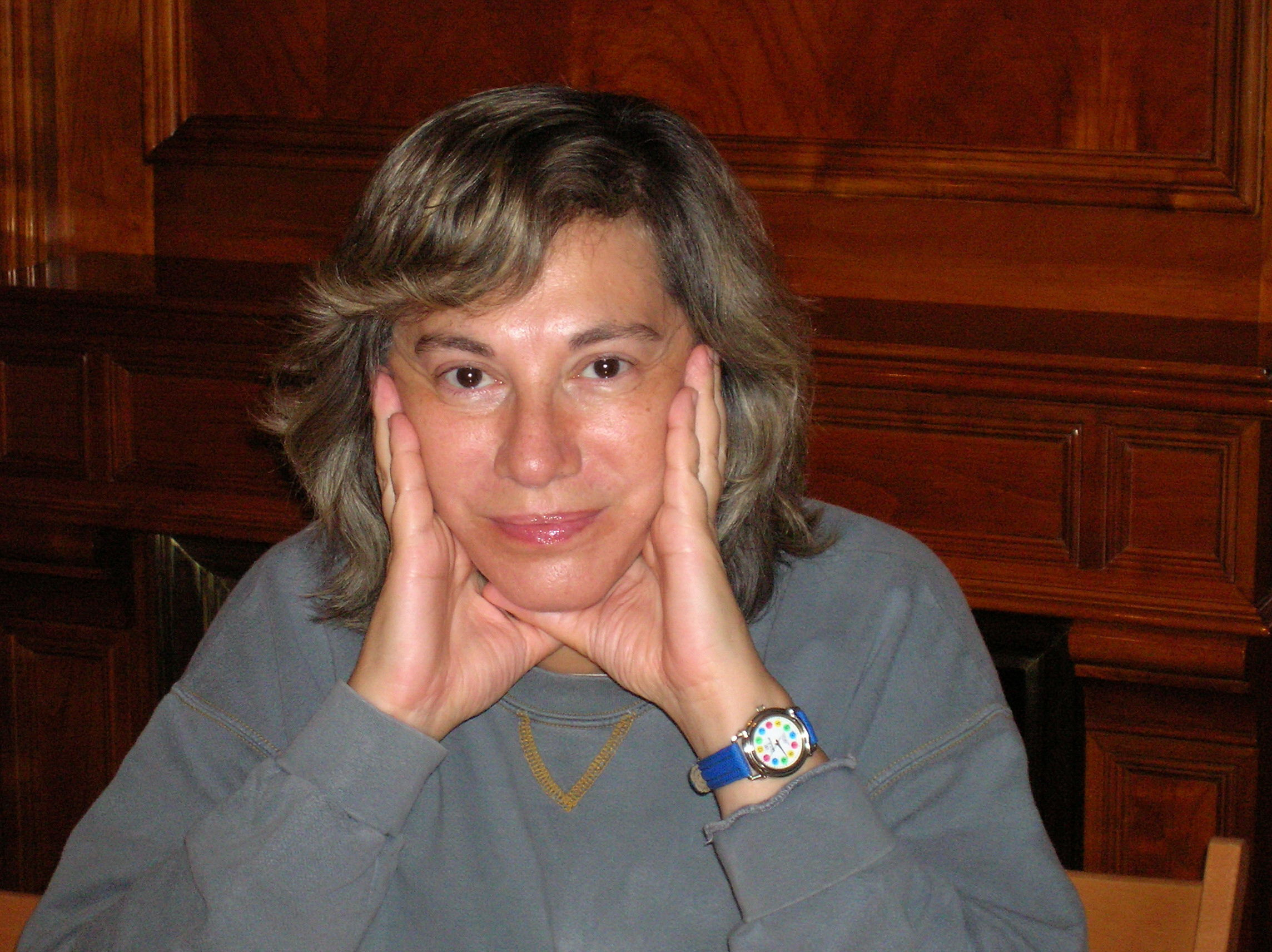
Reina Roffé en 2006.

Durante la última dictadura argentina vieron la luz dos novelas consideradas como fundacionales de la narrativa lésbica argentina: Monte de Venus (1976), de Reina Roffé, y En breve cárcel (1981), de Sylvia Molloy. La primera transcurre en un colegio y narra la historia de una joven lesbiana que recuenta en grabaciones sus aventuras amorosas y vagabundeos por la ciudad, mientras que la segunda sigue a una mujer que escribe su historia desde una habitación en que espera en vano a la mujer que ama. A causa de su temática, ambas se vieron afectadas por la censura. Otra novela lésbica de importancia histórica es Habitaciones, de Emma Barrandéguy, publicada en 2002 pero escrita originalmente en la década de 1950.
La década de 1990 vio la publicación de varias obras LGBT reconocidas, tales como El affair Skeffington (1992) de María Moreno, que cuenta la biografía ficticia de una autora estadounidense que explora su sexualidad tras mudarse a París, Plástico cruel (1992) de José Sbarra, sobre una poeta travesti enamorada de un muchacho del campo, Plata quemada (1997) de Ricardo Piglia, que sigue a una pareja de criminales gais que asaltan un banco y deciden quemar el dinero, y Un año sin amor (1998) de Pablo Pérez, primera novela sobre la sexualidad BDSM en la Argentina, abordada desde la experiencia homosexual, así como sobre la problemática del SIDA.

### SigloXXI

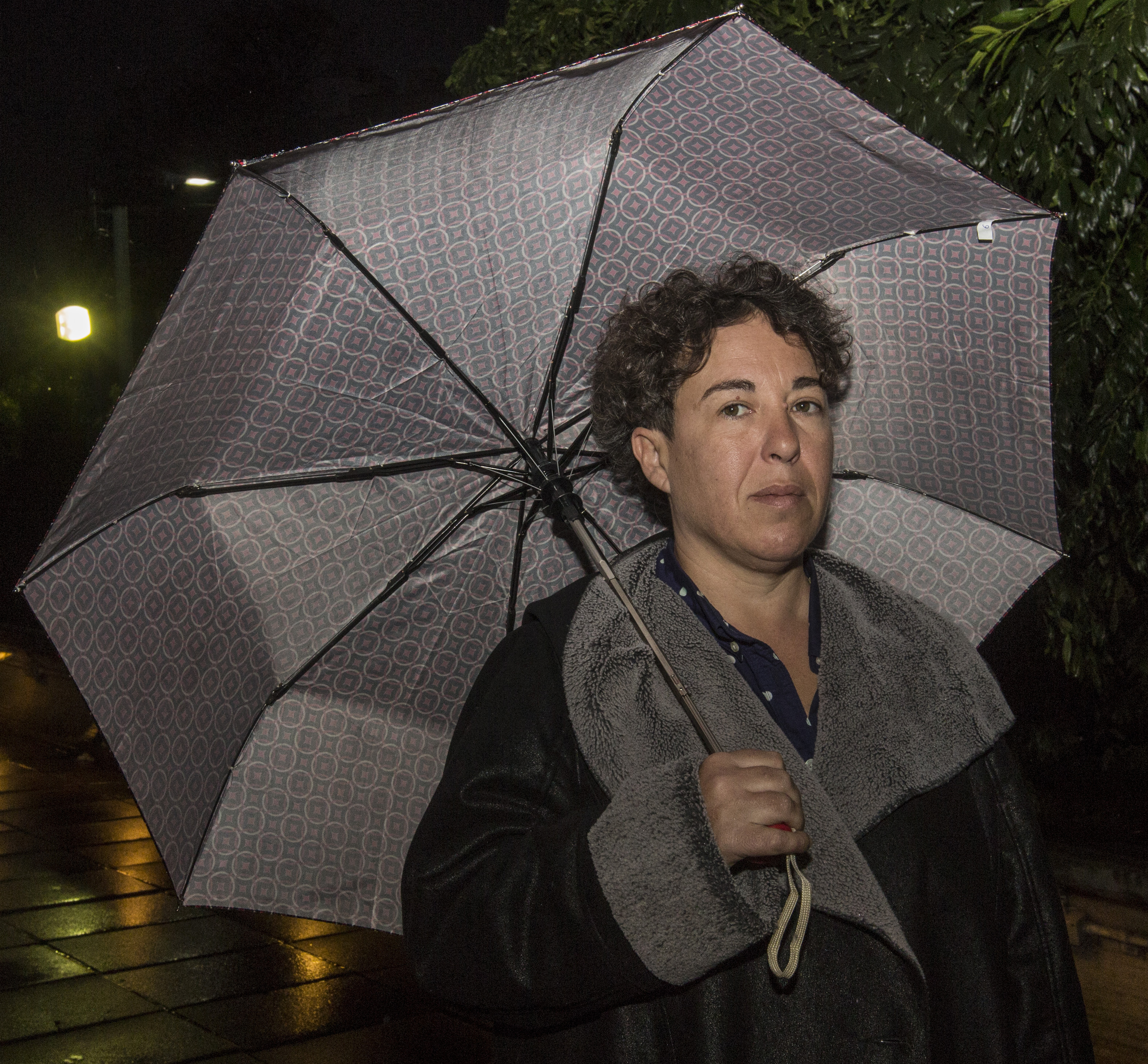
Gabriela Cabezón Cámara en 2016

En el siglo XXI aumentó la cantidad de obras con temática LGBT, con autores como Gabriela Massuh, Anshi Moran, Susy Shock, Naty Menstrual o Facundo R. Soto. Entre las obras más conocidas de la época se ubican novelas como Ladrilleros (2013), de Selva Almada, donde narra el romance entre dos muchachos en una especie de paralelo homosexual de la historia de Romeo y Julieta; o las obras del poeta punk Ioshua, quien comenzó su carrera como escritor en la década de 2000 y falleció en 2015, célebre por su representación explícita de la vida gay de clase baja en los suburbios de Buenos Aires.
La literatura LGBT ha venido ganando mayor visibilidad en Argentina, en particular con figuras como Gabriela Cabezón Cámara, que alcanzó éxito crítico a nivel internacional con Las aventuras de la China Iron (2017), una exploración en clave queer de la literatura gauchesca con la que fue nominada al prestigioso Premio Booker Internacional en 2020. También ha alcanzado gran éxito en el género la escritora transgénero Camila Sosa Villada, particularmente con Las malas (2019), novela en que retrata la vida de un grupo de travestis dedicadas a la prostitución como forma de sobrevivir y que se convirtió en un éxito nacional de ventas.

## Música

### Tango

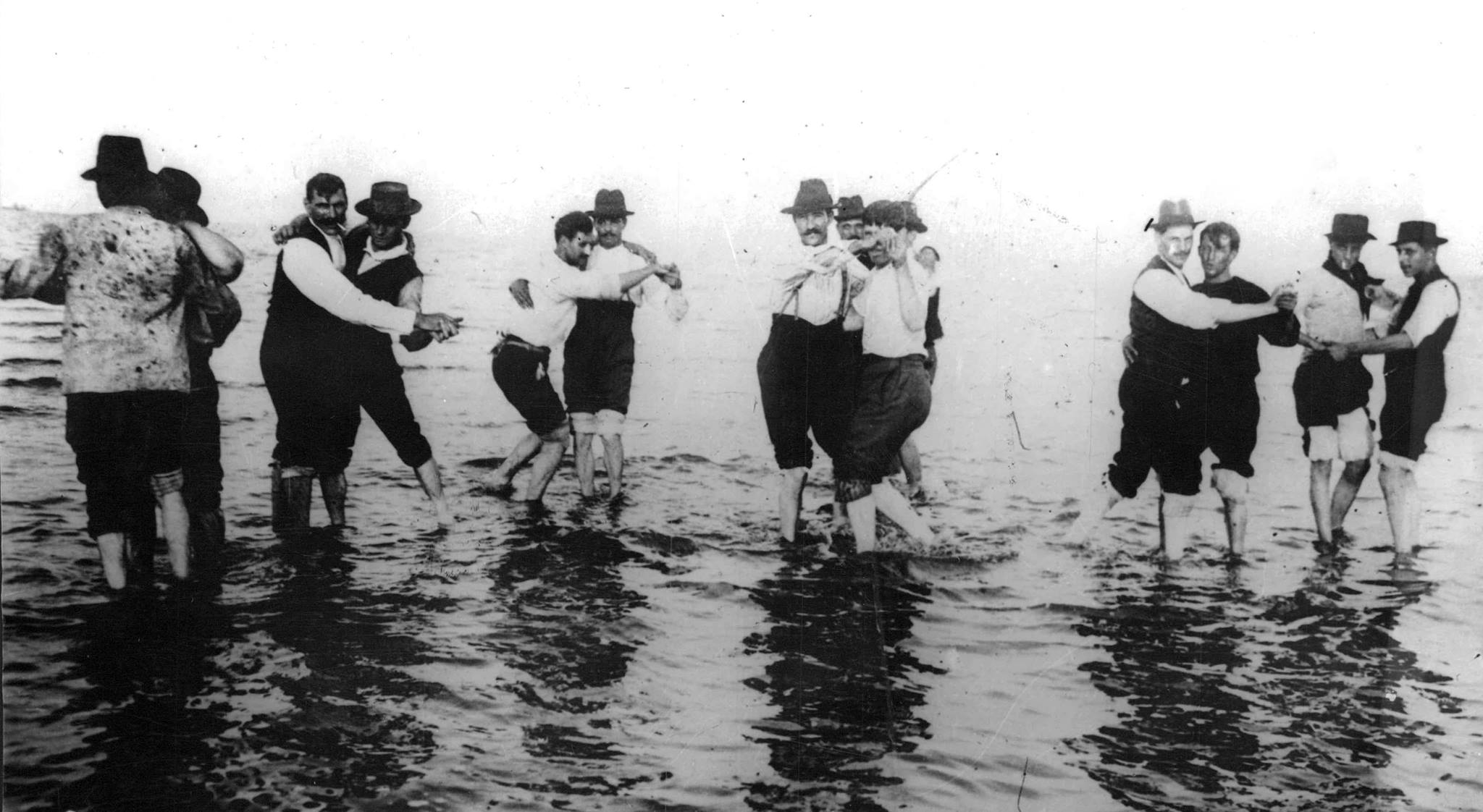
Varios hombres bailando tango a orillas del Río de la Plata, 1904.

Muchos autores argumentan que el tango se bailaba originalmente entre hombres, y algunos incluso sugieren que generalmente era un baile homosexual entre hombres gais. Esta hipótesis no es compartida por otros autores, para quienes el tango original era un baile heterosexual, entre un cliente y una prostituta. El tango surge a fines del siglo XIX en los barrios populares del sur de Buenos Aires, liderado por la emblemática figura de los "compadritos", una subcultura de jóvenes a los que se acusaba de "maricas" por sus personas educadas y cuidadoso aseo personal.
Osvaldo Bazán, en su Historia de la homosexualidad en la Argentina, incluye un capítulo titulado "Los compadritos", en los que analiza los vínculos entre la homosexualidad y el tango en los primeros años, a través de la figura del "compadrito". Bazán rescata los "cafés musicales sin mujeres" en los que los compadritos bailaban el tango entre sí, ante el desprecio de "los ladrones", que los consideraban "afeminados".
El poeta José Sebastián Tallón (1904-1954) menciona la "evidencia sexual y sospechosa", "amariconada" y "relajada" de la forma de vestir y peinarse de los compadritos, que se trasladó a la forma de bailar el tango, dándole un estilo propio:

Y se trajearon y acicalaron con un narcisismo exagerado de mujer, evidentemente sexual y sospechoso; tomaron el tango y lo llevaron a los medios sexuales obscenos. El contoneo criollo del caminar, que tuvo su origen en los tacos altos, ellos lo hicieron medio tilingo, si no amariconado. Y de la misma manera, a la coreografía del tango le dieron un estilo propio de exageraciones eróticas.
José Sebastián Tallón

Bazán toma distancia respecto del prejuicio social de asociar ciertas formas de vestir, peinarse o caminar, con la homosexualidad, pero destaca la ruptura cultural que expresaba la decisión de los compadritos de adoptar una imagen que la sociedad de la época asociaba con la homosexualidad y con los roles estereotipados para hombres y mujeres.
Juan José Sebrelli, por su parte, destaca el lesbianismo público, de Pepita Avellaneda, la primera cancionista de tango, quien vestía de varón y disputaba a Gardel los amores de madame Jeanne.
Durante la llamada "edad de oro del tango" entre las décadas de 1940 y 1960, se popularizó una forma de baile más masiva y menos sexualizada, con roles de género bien definidos y contenido sexista en sus letras.
El comienzo del siglo XXI vio el surgimiento del llamado "tango queer", que marcó una serie de cambios culturales, relacionados con la mayor visibilidad de la diversidad sexual, la creciente popularidad del turismo LGBT y la reciente irrupción de jóvenes en el circuito tanguero porteño. En el tango queer los bailarines eligen entre el rol femenino o masculino tradicionalmente definido, independientemente de su identidad de género real.

### Música popular
El surgimiento del rock en Argentina desde mediados de la década de 1950 y la corriente del «rock nacional» iniciada a mediados de la década de 1960, fue asociada con la homosexualidad masculina (pelo largo, vestimenta colorida y apretada, collares, moda unisex), de la mano de actitudes homofóbicas hacia los rockeros, especialmente en la oposición musical-generacional entre el tango, asociado con «lo masculino» y el rock.
Pese a ello, el mundo del rock nacional también se conformó como un espacio cultural predominantemente machista y homofóbico. A fines de 1972, la revista Pelo, especializada en rock y de gran llegada entre la juventud argentina, hace explícita la preocupación de sus redactores por la temática homosexual en el rock y la presencia de «ídolos homosexuales», como Rod Stewart (sic), David Bowie, Lou Reed, Iggy Pop, entre otros. En un editorial titulado «La hora de la decadencia» se afirma:

Es de esperar que David Bowie y Lou Reed se den cuenta de la responsabilidad con que están jugando, antes de seguir presentando a la bisexualidad como algo atractivo y luminoso... también debería darse cuenta que esas «insinuaciones» ejercen una cantidad considerable de persuasiva atracción sobre una conciencia adolescente parada en medio de un terreno a labrar, totalmente abierto a la experimentación. La evidencia que la homosexualidad ha sido un factor muy importante en el deterioro de las culturas, puede ayudar a explicar de alguna manera el por qué de lo deseable que es el estilo de vida de Bowie para la sociedad en general.

En el mundo del rock «nacional», Charly García respondería años más tarde, a los insultos homofóbicos que solían formularle, «bajándose los pantalones» (frase característica del dialecto argentino para referirse a la homosexualidad). Por esos años también, David Lebón solía presentarse vestido de mujer en los recitales de Pescado Rabioso, banda liderada por Luis Alberto Spinetta.
Aún cuando en los orígenes del rock nacional argentino, estuvo presente la expresividad homosexual a través de uno de sus fundadores, como fue Miguel Abuelo (autor de «No te enamores nunca de aquel marinero bengalí» en 1982), va a ser en la década de 1980 cuando surgen autores, temas y bandas relacionadas más abiertamente con el mundo LGBT+, con íconos homosexuales como Sandra Mihanovich, Federico Moura, Celeste Carballo y Marilina Ross entre otros.
El cantante de Virus, Federico Moura, es uno de los primeros íconos gay argentinos de importancia fundacional y un cantante emblemático de la cultura homosexual latinoamericana. Muchas de las canciones de Virus hacían referencias sutiles a la cultura de los hombres homosexuales de la década de 1980, como el cruising, la prostitución masculina y las fiestas clandestinas; y Moura mostró una personalidad escénica extravagante y sexualizada que provocó una reacción homofóbica en gran parte de la cultura del rock argentino en ese momento. El hecho más emblemático tuvo lugar durante el festival Prima Rock de 1981, cuando fueron recibidos con indiferencia por un público que les arrojó tomates, naranjas y otros objetos. Moura falleció en 1988 y se convirtió en la primera muerte pública relacionada con el sida en Argentina.
La composición de Marilina Ross "Puerto Pollensa" —grabada y popularizada por primera vez por Sandra Mihanovich en 1981— es considerada la primera canción popular argentina que tematiza el amor entre mujeres, aunque no de manera explícita. Se convirtió en un himno gay perdurable, especialmente entre la comunidad lesbiana, lanzado en un momento en que el secreto de las relaciones no heterosexuales era una fuente de códigos compartidos e interpretaciones de productos culturales. Según la periodista lesbiana Marta Dillon: "treinta años después lesbianas de todas las edades siguen cantando de memoria toda la letra". "Puerto Pollensa" tuvo un papel importante en el proceso de visibilización de la homosexualidad que tuvo lugar en Argentina tras el retorno a la democracia en 1983. Ross luego grabó su propia versión de la canción y la incluyó en su álbum Soles de 1982. En espectáculos contemporáneos y artículos periodísticos, la cantautora dejó claro que "Puerto Pollensa" describía una experiencia personal, aunque siempre se negó a revelar el nombre o el género de su amante. Aunque no negó ni afirmó públicamente su orientación sexual, Mihanovich se convirtió en un símbolo sexual para algunas lesbianas y en un ícono de una floreciente "cultura gay". En 1984, lanzó «Soy lo que soy», una versión en español de «I Am What I Am», que descubrió en un club nocturno gay en Río de Janeiro cuando una drag queen interpretó la versión de Gloria Gaynor. La versión de Mihanovich se considera otro himno gay perdurable para la comunidad LGBT local y se toca al final de cada Marcha del Orgullo LGBT de Buenos Aires. En su álbum en vivo de 1984 Sandra en Shams, se puede escuchar a las mujeres del público alabando el cuerpo de la cantante y, en su tema autobiográfico de cierre "La historia de nunca acabar", ella canta: "No es difícil para mí empezar con los hombres". Pero nunca pude...", con el público gritando entre risas "terminar" y finalizando la canción.
A fines de la década de 1980, Mihanovich formó el dúo pop Sandra y Celeste junto a la cantautora Celeste Carballo, con quien también desarrolló una relación sentimental. El lanzamiento en 1990 de su segundo álbum de estudio Mujer contra mujer se considera un hito para la cultura lésbica local, con su canción principal, una versión de Mecano, que trata abiertamente de una relación lésbica. El álbum se destaca por su controvertida obra de arte, que muestra a ambas cantantes desnudas y abrazadas, que se empapeló en toda la ciudad de Buenos Aires como parte de su campaña publicitaria y tuvo un gran impacto. El lanzamiento y promoción del disco discutió y visibilizó el lesbianismo en la sociedad argentina de la época. Su íntima interpretación de "Mujer contra mujer" en el programa Susana Giménez también es recordada como un momento icónico de la visibilidad lésbica en el país. Carballo salió del armario en 1991 cuando promocionaba Mujer contra mujer en el programa de televisión Imagen de radio de Juan Alberto Badía y le dijo al conductor: "Sandra y yo nos amamos". También afirmó: “Hay mucha gente como yo, (...) y están entre nosotros. Y hay muchos que se callan la boca y no hablan y se esconden. Y hay muchas niñas que se pintan las uñas y les molesta en la noche.(...) Yo entiendo que la gente se asuste y sienta rechazo, pero no me parece normal y natural que siempre tenga que hablar con segundas palabras y nunca usar la correcta porque entonces... Sigo atacando a esta sociedad mojigata y machista que realmente es la Argentina". El 7 de marzo de 2021 —Día de la Visibilidad Lésbica en Argentina— el Centro Cultural Kirchner realizó un espectáculo en homenaje al 30 aniversario del lanzamiento de Mujer contra mujer.
La cantante de cumbia santafesina Dalila es la única cantante de cumbia con una canción explícitamente lésbica, titulada "Amor entre mujeres". Sin embargo, no le gustó que la canción se convirtiera en un himno para los fanáticos de la cumbia lesbiana y se negó a cantarla en una fiesta de lesbianas en una ocasión, alegando que no quería "encariñarse con ella".
Algunas músicas lesbianas argentinas modernas incluyen a Lucy Patané, Lu Martínez, Flopa, Ibiza Pareo, Juli Laso, Leda Torres, Viviana Scaliza, Larro Carballido, Paula Trama, Inés Copertino, Luciana Jury, Marcia Müller, Juana Chang, Flor Linyera, Juliana Isas, Cata Raybaud, Vale Cini y Cam Bezkin.

## Prensa escrita

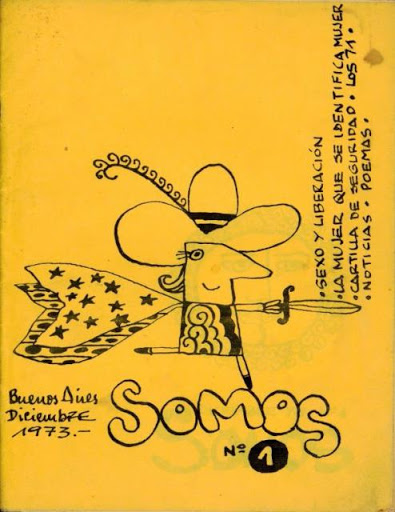
El primer número de la revista clandestina Somos, publicada por el Frente de Liberación Homosexual en diciembre de 1973.

Hacia 1957 salió la revista Los Amorales, una publicación precaria en la que por primera vez se daba respuesta a la curiosidad, las dudas y dilemas sexuales de la población argentina, como la homosexualidad, la virginidad y el placer erótico por las flagelaciones. En la sección "Correspondencia", la revista daba a conocer el estado de angustia de miles de personas aisladas, que mantenían oculto su "terrible secreto", luego de más de medio siglo de encierro cultural y represión médico-policial.
Entre 1973 y 1976 el Frente de Liberación Homosexual publicó la revista Somos, que fue editada y distribuida clandestinamente y presentaba textos que no estaban firmados individualmente o firmados con seudónimos, debido a la represión y violencia hacia los homosexuales.
Luego del largo período de dictaduras y a partir del inicio de consolidación de la democracia en diciembre de 1983, las comunidades LGBT+ se organizaron y salieron abiertamente a reclamar sus derechos. Abrió el primer bar gay y la comunidad LGBT+ comenzó a ser más abierta, organizando festivales, publicaciones y activismo político. En diciembre de 1983 apareció la revista femenina Alfonsina —dirigida por María Moreno—, que presentaba textos escritos por destacadas figuras del movimiento feminista y lésbico argentino. En abril de 1984, la revista Siete Días puso en tapa a Carlos Jáuregui abrazado románticamente con otro hombre.
Entre 1984 y 1985, el Grupo de Acción Gay (GAG) publicó la revista Sodoma, que solo tuvo dos números. La publicación estuvo a cargo principalmente de Jorge Gumier Maier y Carlos Luis, con la estrecha colaboración de Elena Napolitano y Néstor Perlongher de Sao Paulo, Brasil, entre otros autores.

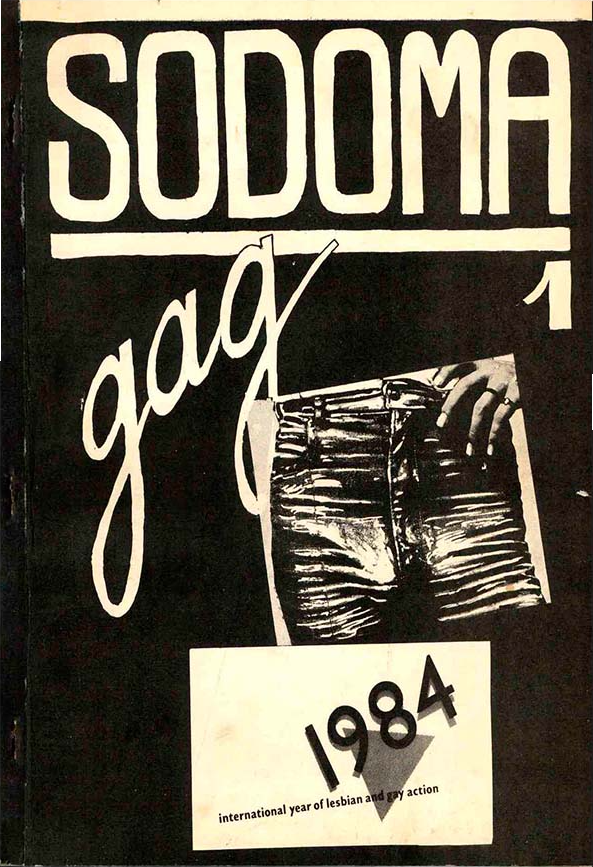
El primer número de Sodoma, publicado por el Grupo de Acción Gay (GAG) en 1984.

Un aporte importante al activismo lésbico fueron los Cuadernos de Existencia Lesbiana, proyecto realizado por Ilse Fuskova y Adriana Carrasco entre 1987 y 1996 y que es considerada la primera publicación lésbica de Argentina. Los Cuadernos recogieron testimonios, fotografías, traducciones y escritos originales de literatura lésbica y noticias sobre la vida y el activismo lésbico local e internacional. Influenciadas por Adrienne Rich, Fuskova y Carrasco concibieron la publicación como una forma de luchar contra la invisibilidad y el silenciamiento que sufrían las lesbianas en la sociedad y dentro del feminismo. Según la investigadora Paula Torricella, “hasta 1986 la reflexión sobre el lesbianismo había sido muy poca incluso dentro de los grupos feministas, y las demandas públicas ni siquiera se consolidaron hasta unos años después. No había redes dispuestas a importar material extranjero que hablara sobre el tema [y] la producción local era muy escasa sin un movimiento social que nutriera y exigiera reflexión”.

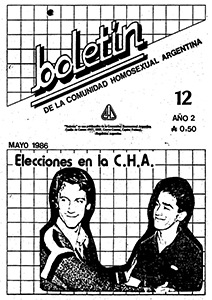
El duodécimo número del boletín oficial de la CHA, mayo de 1986.

La organización activista Comunidad Homosexual Argentina (CHA) publicó varias revistas y boletines entre 1984 y 1992. El primero fue el denominado Boletín de la CHA, publicado durante la presidencia del grupo de Carlos Jáuregui entre 1984 y 1986, al que le siguió Vamos a Andar. La CHA lanzó simultáneamente otras publicaciones, incluido el semanario Boletín informativo, Artículo 19 y Vamos a Andar MUJER.
NX fue la revista gay más emblemática de la década de 1990, publicada de manera continua y mensual entre octubre de 1993 y diciembre de 2001. Fue el primer intento de perdurar en el periodismo gay en Argentina y un modelo para otras en América Latina que imitaron su estilo. La revista incluyó la publicación NX Positivo, con información actualizada sobre VIH, medios de prevención, lugares de consulta y atención. Se publicó mensualmente hasta que la Crisis de 2001 la obligó a cerrar.
A principios de la década de 1990, la activista transexual Karina Urbina fundó la organización TRANSDEVI, que publicó el boletín La Voz Transexual que, además de centrarse en la transexualidad, incluía artículos sobre el aborto, el VIH y la Iglesia Católica.
Entre 1992 y 1996, la revista Ka-buum fue publicada en Nueva Jersey, Estados Unidos por Sam Larson y distribuida por correo a la comunidad homosexual latina residente en Estados Unidos y a grupos activistas de América Latina —especialmente Argentina, Chile y Uruguay— y España. La revista presentó textos de una variedad de activistas internacionales, incluidos varios de Argentina.
Entre 1998 y 1999, el grupo lésbico cordobés Las Iguanas —una referencia a las lagartijas partenogenéticas norteamericanas— publicó un boletín del mismo nombre, al que describieron como: "un espacio de encuentro donde podemos reunirnos para compartir historias de vida en relación con nuestra identidad sexual”.
En noviembre de 2007 se publicó el primer número de El Teje, el primer periódico escrito por travestis en América Latina, en una iniciativa conjunta entre activistas —lideradas por Marlene Wayar— y el Centro Cultural Ricardo Rojas de Buenos Aires.

## Teatro
Las primeras representaciones escénicas de la no heterosexualidad en Argentina se vincularon al paradigma médico-legal de principios del siglo XX, de manera moralizante y victimista; la famosa obra de 1914 de José González Castillo Los invertidos es un ejemplo de aquello.
La década de 1970 se considera una era de "destape artístico travesti", que comenzó con la llegada de una travesti brasileña que actuó en un conocido teatro de Buenos Aires. Su espectáculo allanó el camino para actuaciones posteriores de travestis locales. El escenario se convirtió en el único lugar donde las travestis podían vestirse públicamente de mujer, ya que estaba prohibido hacerlo en las calles. Alrededor de 1964, las artistas travestis —en ese entonces llamadas "lenci", en referencia a un tipo de tela, porque "eran como muñequitos de trapo"— se reunían en un departamento de la Avenida Callao, donde ensayaban actos musicales y se preparaban para salir al teatro. Las travestis emulaban una figura contorneada —que enfatizaba los senos y las nalgas— a través de acolchados llamados "truquis", "piu-piú" o "colchón", primero con telas de algodón y luego con gomaespuma. Si bien el acolchado se había utilizado desde al menos la década de 1950, la llegada de la lycra en la década de 1960 les permitió "construir contornos físicos más realistas". María Belén Correa sostiene que el surgimiento de artistas travesti como Vanessa Show, Evelyn, Brigitte Gambini y Ana Lupe Chaparro en las décadas de 1960 y 1970 constituyó "otra forma de activismo". Según Evelyn —una de las primeras personas en popularizar el transformismo en la escena teatral— las "primeras travestis que aparecieron en Buenos Aires" fueron un grupo llamado Les Girls en 1972, seguido por Vanessa Show y Ana Lupez. También mencionó a las travestis de la "época siguiente", que incluía a Graciela Scott, Claudia Prado y ella misma, quien debutó en 1977.
En los años inmediatamente anteriores y posteriores al fin de la dictadura en 1983, surgió en Buenos Aires una escena conocida como “underground” o “contracultura”, que albergaba propuestas artísticas alternativas a las institucionales o hegemónicas. En el terreno teatral, pubs, discotecas y bares conformaron el circuito "fuera de Corrientes", donde se revivieron algunas de las performances de los años 60 y el Instituto Di Tella. Uno de los espacios más destacados de la escena underground fue el centro cultural Parakultural, que funcionó entre 1986 y 1989.
A través de este movimiento cultural se vio una mayor visibilidad de los artistas homosexuales, entre ellos el trío integrado por Batato Barea, Humberto Tortonese y Alejandro Urdapilleta, quienes realizaron varias de sus actuaciones en el Parakultural. Las obras grupales de Barea formaron parte del llamado "nuevo teatro argentino", caracterizado por el uso de la improvisación y la falta de roles de autoridad específicos. Barea es considerado como "una de las primeras figuras que contribuyeron a visibilizar la homosexualidad desde el punto de vista estético en una época de represión". Se definió a sí mismo como un "payaso travesti literario".
En 1995, Cris Miró debutó como vedette en el Teatro Maipo y causó sensación mediática por el aspecto gender bender de su imagen. Ahora es considerada como un símbolo de la era posmoderna y de la Argentina de los 90. Como la primera travesti argentina en convertirse en una celebridad nacional, su presencia significó un cambio en la farándula argentina de la época y popularizó los actos de transgéneros y travestis en la escena teatral de revista de Buenos Aires. Allanó el camino para que otras travestis y mujeres trans argentinas ganaran popularidad como vedettes, sobre todo Florencia de la V.
En 2019, la soprano María Castillo de Lima se convirtió en la primera cantante lírica transexual en presentarse en el prestigioso Teatro Colón.

## Transformismo

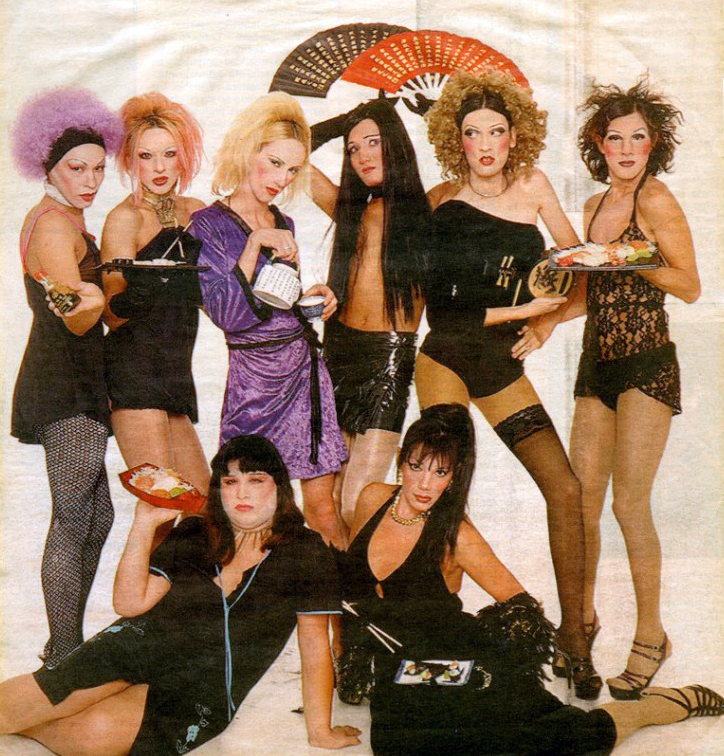
Drag queens de Buenos Aires en 1995, anunciando un show en la discoteca Morocco.

En la década de 1990, las drag queens se convirtieron en un elemento fijo de la vida nocturna gay de Buenos Aires, presentes en clubes nocturnos como El Dorado —el primero en contratar drag queens—, Bunker y Morocco. Una de las drag queens más conocidas de la escena nocturna underground de los años 90 fue Charly Darling, quien trabajó como anfitriona en clubes como Marruecos, Club 69, Palacio Alsina, Club Namunkurá, Kim & Novak, Shamrock y Cocoliche; así como modelo para fotógrafos y musa de artistas como Darin Wixon, Gustavo Di Mario y Marcelo Bosco.
La Barby es una reconocida drag queen y comediante influenciada por Divine y Lady Bunny, que saltó a la fama por primera vez en la vida nocturna gay de Buenos Aires en la década de 1990. Comenzó su carrera de drag en clubes nocturnos populares de la década como Bunker y IV Milenio, y luego desarrolló una exitosa carrera televisiva.
La Queen es una drag del barrio de clase baja de Fuerte Apache en Ciudadela, que primero saltó a la fama como cantante en la escena de la música trap, pero recientemente se ha movido hacia un estilo pop.
En marzo de 2021, Juego de reinas, el primer reality show drag de la televisión argentina, se emitió en el canal abierto Canal 10 de Salta.